# Долгиев, Адиль-Гирей Олмазович
Адиль-Гирей Олмазович Долгиев (ингуш. Далгнаькъан Оалмаза Аьдал-Гири; ок. 1850—1903) — ингушский российский общественный деятель и просветитель XIX века, член студенческих революционных организаций. Участник «Нечаевского дела», узник Петропавловской крепости.

## Биография
Родился около 1850 года в ауле Дахкильг-Юрт Терской области (ныне село Долаково, Назрановский район Ингушетии) в семье Олмаза и Изи Долгиевых. Юность прошла среди сверстников в родном ауле. После подавления восстания ингушского крестьянства в мае 1858 года («Назрановское возмущение»), крестьяне Дахкильг-Юрта, Той-Юрта, Черки-Юрта и других поселений лишились своих пахотных земель, сенокосов и лесов, которыми они пользовались. Окончил одно из первых учебных заведений на Кавказе, Ставропольскую мужскую гимназию, вместе с будущим ингушским просветителем и этнографом Чахом Ахриевым.
Получив среднее образование в гимназии, решил продолжить обучение в Петербурге. Однако ни отец, ни старший брат Бунахо не смогли оказать ему материальной помощи. Заручившись поддержкой сельского схода, обратился с прошением к властям Терской области об оказании ему помощи в поездке на учёбу в Петербург и установлении ему стипендии. Администрация области отказала в ассигнованиях на стипендию, но выделила 30 рублей на дорожные расходы. Поступил на юридический факультет в Петербургский университет. В университете связался с кавказским землячеством, участвовал в кружках и сходках студентов. Под воздействием произведений Чернышевского, Добролюбова, Герцена, Белинского и статей в журнале «Современник» проникся идеями русской революционной демократии.
Весной 1869 года вспыхнула волна студенческих выступлений, в ходе которых студенты Петербургского университета, Медико-хирургической академии и Технологического института требовали свободы собраний и права создания студенческих организаций. После ареста одного из активистов студенческих волнений Ф. В. Волховского среди его бумаг полицией была найдена прокламация «Программа революционных действий». Как и Ф. В. Волховской, Адиль-Гирей стал участником «Нечаевского процесса». За участие в «студенческих беспорядках» Долгиев был арестован и в течение месяца содержался в каземате Петропавловской крепости «за принятие участия в преступных замыслах против священной особы». 12 апреля 1869 года по распоряжению главы военно-следственной комиссии, начальника секретного отделения охранки действительного статского советника Колышкина выслан под строгий надзор полиции на родину в Терскую область и лишён права поступления в высшие учебные заведения. В материалах жандармского управления Терской области А.-Д. Долгиева характеризовали как «опасного преступника, покушавшегося на ниспровержение существующего строя».
В течение двух лет безуспешно пытался поступить на службу, найти какое-либо применение своим знаниям. В декабре 1871 года освобождён от надзора. После снятия политического надзора ему удалось устроиться в Назрановскую горскую школу, открытую 14 февраля 1868 года «для вольноприходящих» учеников. Адиль-Гирей Олмазович участвовал в улучшении условий обучения в горской школе, обращал большое внимание на физическое развитие ребят, а также отмечал, что крестьянство чувствовало «необходимость знания русского языка и грамоты». В своей статье «Несколько слов о Назрановской горской школе» («Терские ведомости», Владикавказ, 12 февраля 1870) он, в частности, оценил своих учеников так: «В самое короткое время мальчики, особенно старшего отделения, выучились весьма правильно читать по-русски и бывали в состоянии сознательно передавать многое из прочитанного». При этом в то время неграмотные дети горцев, для которых русским язык не являлся родным, поступали в школу совершенно неподготовленными.
Активно сотрудничал с газетой «Терские ведомости», редактором которой работал Адиль-Гирей Кешев. Периодически газета выходила под редакцией Адиль-Гирея Долгиева. Позднее в газете публиковались историк-этнограф С. А. Туккаев, публицист Г. М. Цаголов, поэт-демократ Коста Хетагуров.
Адиль-Гирей Олмазович мечтал завершить высшее образование и обращался по этому поводу в главное управление наместника Кавказа и к самому наместнику. 21 декабря 1871 года начальник Третьего отделения П. А. Шувалов сообщал в Военное министерство о том, что Долгиев освобождён от политического надзора. В мае 1872 года молодой человек получил разрешение приехать в Петербург, он вознамерился продолжить своё обучение на юридическом факультете Санкт-Петербургского университета, но этому намерению воспротивился министр народного просвещения И. Д. Делянов, констатировав «невозможным согласиться на дозволение Долгиеву вновь поступить в число студентов какого-либо из наших университетов». В августе 1873 года Долгиев всё-таки поступил в Медико-хирургическую академию.
Здесь он снова стал активно участвовать в студенческих кружках и познакомился с народническим движением. Его однокурсником по академии был революционер-народник И. С. Джабадари. Таким образом, к тому времени, когда петербургское студенчество охватила новая волна протестов, Долгиев находился в рядах народников. В результате Адиль-Гирей был повторно арестован и выслан в Терскую область. В 1877 году в Чечне началось восстание под руководством Алибека-Хаджи Алданова, которое могло перерасти в новую Кавказскую войну. Как к политически неблагонадёжному к нему были применены особые меры: был отправлен в ссылку в Закавказье. Работал в Тифлисе (ныне Тбилиси) в железнодорожной библиотеке. Умер в 1903 году в Тифлисе, там же похоронен.

## Семья
Старшие братья:
- Бунахо — поступил на военную службу в Русскую императорскую армию, чему поспособствовал его дядя Малсаг Долгиев, штаб-ротмистр русской армии. По его ходатайству Бунахо был переведен из Ейского казачьего полка в состав Ингушского дивизиона Терско-горского конно-иррегулярного полка в чине майора. В 1877—1878 годах участвовал в русско-турецкой войне).
- Джанчор — также вступил «охотником»-добровольцем в Ингушский дивизион Терско-горского конно-иррегулярного полка.
- Эсто — умер рано.

### Комментарии
1. ↑  По документам Петербургского университета и материалам тайной полиции; по другим данным — в 1845 году, по другим — в 1847 году. См. Дахкильгов, 1989.